# Tea Kolar Jurkovšek
Tea Kolar-Jurkovšek, slovenska geologinja, * 26. avgust 1954, Litija.
Diplomirala je 1978 na Fakulteti za naravoslovje in tehnologijo v Ljubljani, doktorirala pa 1989 na Rudarsko-geološki fakulteti v Beogradu. Leta 1979 se je zaposlila na Geološkem zavodu Slovenije v Ljubljani, 1992 pa postala višja znanstvena svetnica. V raziskovalnem delu se je posvetila raziskavam na področjih paleontologije in stratigrafije. Opisala je več novih fosilnih  vrst in rodov. Med drugim je z Bogdanom Jurkovškom napisala knjigi Fosili v Sloveniji in Karbonski gozd. Sama ali s sodelavci je objavila več znanstvenih in strokovnih člankov v domači in tuji strokovni literaturi. V slovenskem knjižničnem informacijskem sistemu COBISS obsega njena bibliografija 294 zapisov.

## Izbrana bibliografija
- Najdba fosilne dvoživke v Julijski Alpah (COBISS)
- Nafta - fosilna energija (COBISS)
- Fosili v Sloveniji (COBISS)
- Karbonski gozd : karbonske plasti z rastlinskimi fosili pri Ljubljani (COBISS)
- Značaj konodonata za stratigrafiju - primjer biostratigrafije trijasa u Sloveniji (COBISS)
- Dinozavri v Istri (COBISS)